# Honda GB 500
La Honda GB 500 (chiamata anche GB 500 Clubman, GB 500 Tourist Trophy) è un motociclo prodotto dalla casa motociclistica giapponese Honda dal 1985 al 1990.

## Profilo e contesto
Fu commercializzata per la prima volta in Giappone nel 1985 in due versioni: da 400 cc e una da 500 cc. Nel 1989, Honda ha introdotto una terza versione da 400 cc per il Giappone e successivamente una versione da 500 cc per gli Stati Uniti.
Il design, l'impostazione meccanica e lo stile da café racer della GB 500 TT ricordano le moto monocilindriche da 500 cc britanniche degli anni '50, come la Norton Manx, BSA Gold Star e la Velocette Venom. La GB 500 TT deve il suo nome alla "Gran Bretagna" e al Tourist Trophy (o TT).